# 피아트 3000

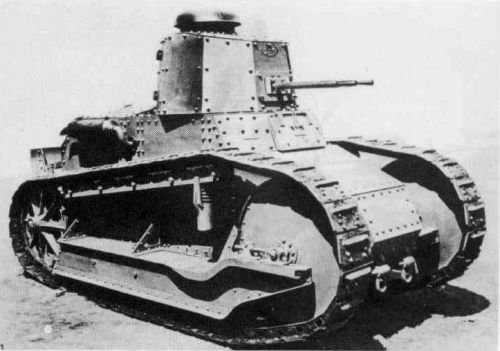

피아트 3000(Fiat 3000)은 이탈리아 자동차 제조사인 피아트 사가 1921년에 생산한 전차다. 이탈리아군에 납품되어 1923년부터 실전 배치되었다.
이 전차는 프랑스 전차인 르노 FT-17의 이탈리아판으로서, 피아트사가 제1차 세계 대전에 사용할 목적으로 개발했지만, 실전 배치는 1923년에야 이뤄졌다. 처음에는 기관총만 달렸고 후기형에 37mm 전차포를 탑재했다. 비록 1930년대에 소형전차에 의해 빛이 바랬지만, 일부 부대에서는 1940년에도 여전히 사용하고 있었다.

## 제원
- 전투 중량 : 5.5 톤
- 길이 : 4.29 미터
- 높이 : 2.20 미터
- 넓이 : 1.65 미터
- 승무원 : 2명

## 무장 및 장갑
- 2 x 6.5 mm 기관총 (후기형은 37mm 포 장착)
- 최대 장갑 : 16 mm
- 최소 장갑 : 6 mm
- 속도 (*): 21 km/h
- 출력: 50 hp
- 항속거리 : 100 km